# بیمارستان آلتناگلوین منطقه
بیمارستان آلتناگلوین منطقه (به انگلیسی: Altnagelvin Area Hospital) بیمارستانی در بریتانیا است که در ۱۹۶۰ میلادی ساخته شد و دارای ۵۰۰ تخت است.